# Баранув (гмина, Пулавский повет)
Баранув (пол. Baranów) — сельская гмина (волость) в Польше, входит как административная единица в Пулавский повет, Люблинское воеводство. Население — 4241 человек (на 2004 год).

## Соседние гмины
1. Гмина Абрамув
2. Гмина Езожаны
3. Гмина Михув
4. Гмина Уленж
5. Гмина Жыжин